# Un hombre vino a matar
Un hombre vino a matar (en italiano: L'uomo venuto per uccidere) es una película wéstern ítalo-española de 1967 dirigida por León Klimovsky, con música de Francesco De Masi, y protagonizada por Richard Wyler, Jesús Puente, Brad Harris y Aurora del Alba.

## Argumento
Un sargento culpado de un crimen que no cometió se convierte en bandolero para descubrir a los verdaderos culpables.

## Reparto
- Richard Wyler como Anthony Garnett / Rattler Kid.
- Jesús Puente como Alex Turner.
- Brad Harris como Sheriff Bill Manners.
- Aurora de Alba como Inés.
- Guillermo Spoletini como Riff.
- Luis Induni como Vic.
- Lucio De Santis como Jeff.
- Feny Benussi como Helen.
- Conny Caracciolo como Jill Scott.
- Miguel S. del Castillo como Sam Scott.
- Santiago Rivero como Prosecutor.
- Frank Braña como Tom.
- Simón Arriaga como Jim
- José María Caffarel como Martin Anderson.
- Ángel Menéndez
- Pedro Fenollar
- Rafael Albaicín como José.
- Guillermo Méndez
- José Sepúlveda
- Luis Bar Boo como Silent Wolf.
- Agustín Bescós